# Fjodor Szergejevics Panyutyin
Fjodor Szergejevics Panyutyin (oroszul: Фёдор Сергеевич Панютин; 1790. május 10. – Vilnius, 1865. május 31.) orosz katonatiszt.

## Élete
1809-ben a Szemjonovszkojei gyalogezred hadnagyaként kezdte meg katonai pályafutását. A napóleoni háborúk veteránja, kitüntette magát Borogyinónál, megsebesült Lipcsénél. 1820-ban alezredes, 1826-tól a Reveli ezred parancsnoka. 1828-ban vezérőrnaggyá léptették elő, és a 20. gyaloghadosztály 2. dandárának lett a parancsnoka. A török háború során a Kaukázusban harcolt, a lengyel hadjáratban már hadosztályparancsnok és altábornagy.
1849 tavaszán I. Miklós cár ellenezte, hogy elszigetelt orosz seregrészek menjenek a császáriak megsegítésére, elkerülendő az erdélyihez hasonló kudarcokat. A Bécs alá visszavonult császári fősereg állapota viszont szükségessé tett valamiféle segítséget, ezért Paszkevics saját hatáskörében úgy döntött, hogy a 9. kombinált hadosztályt küldi, amelynek parancsnoka Panyutyin lett. A hadosztály és annak energikus parancsnoka döntő tényezővé vált a nyári hadjárat során (bár lovassággal nem rendelkezett, ereje megegyezett egy magyar hadtestével). Megjelenése eldöntötte a peredi és a július 11-i komáromi csatát, Temesvárnál pedig szilárdan tartotta Haynau centrumát. Panuntyin a hadjáratban bizonyította kiváló képességeit, ráadásul igazán nagy csatákat egyedül ő vívott az orosz parancsnokok közül, így természetes volt, hogy a debreceni ütközetben megsebesült Pavel Kuprejanov (Kuprijanov) altábornagy helyett ő vette át a II. gyalogoshadtest vezetését.